# Demoni di fuoco
Demoni di fuoco (Night of the Big Heat) è un film del 1967 diretto da Terence Fisher.
Il soggetto è tratto dal romanzo Night of the Big Heat di John Lymington.

## Trama
In pieno inverno in un'isola pressoché deserta in Scozia si registrano delle temperature veramente inconsuete. I pochi abitanti e qualche ospite non riescono a spiegarsi come mai ci siano 36° in pieno inverno. I primi ad intervenire sono uno scienziato e uno scrittore, i quali scopriranno che la motivazione di ciò è un'invasione aliena. Fortunatamente la pioggia che riusciranno involontariamente a provocare fermerà la minaccia.

## Produzione
Il film è basato su un romanzo che era già stato trasportato sullo schermo nel 1960 in un episodio della serie ITV Play of the Week. La sceneggiatura televisiva venne ripresa con alcune aggiunte per la realizzazione del film.
Le riprese si sono svolte ai Pinewood Studios.
È l'ultimo film a riunire Terence Fisher, Christopher Lee e Peter Cushing.

## Distribuzione
Distribuito in Italia anche con il titolo tradotto in La notte del grande caldo.

## Critica
(Fantafilm)
(Filmhorror.com)